# ارین (تنسی)
ارین(به انگلیسی: Erin) شهری در ایالت تنسی کشور ایالات متحده آمریکا است که جمعیت آن در سرشماری سال ۲۰۱۰ میلادی، ۱٬۳۲۴ نفر بوده‌است.